# コンピュータ・チケッティング協議会
チケット・エージェント協議会（チケット・エージェントきょうぎかい、英語: Ticket Agents Association of Japan）は、日本のチケットエージェンシー（プレイガイド）の業界団体（任意団体）。チケッティングは、チケットの発行（発券）の意。
コンピュータシステム化されている正規チケットエージェンシーの主要4社が加盟し、レジャー・エンタテインメントチケットの健全な流通や普及に寄与することを目的とする。

## 加盟社
| サービス名       | 運営会社                                          |
| ---------------- | ------------------------------------------------- |
| e+               | イープラス                                        |
| CNプレイガイド   | コミュニティネットワーク （ビッグホリデー傘下）   |
| チケットぴあ     | ぴあ                                              |
| ローソンチケット | ローソンエンタテインメント （ローソン完全子会社） |

4社とも、インターネットや電話などでの事前申し込みをせずにコンビニエンスストアのマルチメディアステーション (MMS) への入力のみで直接購入することが可能である。

## 歴史
2008年9月1日、一般社団法人コンサートプロモーターズ協会が、OTMマークの運用を開始。
2016年8月23日、一般社団法人日本音楽制作者連盟、一般社団法人日本音楽事業者協会、一般社団法人コンサートプロモーターズ協会、コンピュータ・チケッティング協議会の4団体により、国内アーティスト116組と国内音楽イベント24イベントの賛同を得て、「チケット高額転売取引問題の防止」を求める共同声明を発表。午前4時に公式ウェブサイトを開設し、当日の新聞に全面の意見広告を掲載した。賛同者は、後に5団体（一般社団法人日本2.5次元ミュージカル協会が加入）、173組、29イベントに増加する。
2019年6月14日、新たな業界団体として、チケット適正流通協議会を設立。